# Australisk ormhalsfågel
Australisk ormhalsfågel (Anhinga novaehollandiae) är en fågel i familjen ormhalsfåglar inom ordningen sulfåglar.

## Kännetecken

### Utseende
Ormhalsfåglarna är skarvlika fåglar med mörk fjäderdräkt och bajonettliknande näbb. De är fiskätare, har mycket lång hals och näbb och simmar ofta med bara halsen ovanför vattenytan. När de simmar på detta sätt kan de likna en orm vilket gett dem namnet ormhalsfåglar.
Australisk ormhalsfågel är mycket lik nära släktingarna indisk och afrikansk ormhalsfågel och alla tre har tidigare behandlats som en och samma art. Australisk ormhalsfågel är dock mindre än de övriga och har kortast näbb men längst tars. Skillnaden mellan könen är också mycket större, där honan har vit buk. Vidare har den mycket bredare men kortare vitt streck i ansiktet och en distinkt ovalformad vit mustaschfläck. På hane i häckningsdräkt syns att den gula strupen är medelgul, ljusare än hos indiska ormhalsfågeln.

### Läten
Ormhalsfåglarna är relativt tystlåtna fåglar. Varningslätet är ett metalliskt klickande. Även ett mer klangfullt läte kan också höras.

## Utbredning och systematik
Fågeln förekommer i Australien, på Små Sundaöarna, Moluckerna och Nya Guinea. Den behandlas antingen som monotypisk eller delas in i två underarter med följande utbredning:
- Anhinga novaehollandiae papua – Nya Guinea
- Anhinga novaehollandiae novaehollandiae – Australien

### Ormhalsfåglarnas släktskap
Traditionellt placerades ormhalsfåglarna i ordningen pelikanfåglar men molekylära och morfologiska studier har visat att denna ordning är parafyletisk.. Förslagsvis har därför ormhalsfåglarna flyttats till den nya ordningen Suliformes tillsammans med sulor, skarvar och fregattfåglar.

## Levnadssätt
Ormhalsfåglarna saknar uropygialkörtel vilket är en oljeproducerande körtel, som exempelvis änder har, och vars olja används för att täta fjäderdräkten mot vatten. Detta gör att ormhalsfåglarnas fjäderdräkt drar åt sig vatten, vilket gör den tyngre i vatten och den kan därmed knappt flyta. Istället underlättar detta vid dyk efter fisk och ormhalsfågeln har en stor kapacitet att stanna länge under vatten.
Vid behov torkar ormhalsfågeln sina vingar genom att sittande sträcka ut vingarna en längre tid tills de är torra. Om vingarna fortfarande är våta kan den bara lyfta med stor ansträngning och den lyfter då genom att springa på vattenytan samtidigt som den flaxar kraftigt med vingarna. Ormhalsfåglarna jagar ofta i mindre grupper.

## Status och hot
Arten har ett stort utbredningsområde och en stor population med stabil utveckling och tros inte vara utsatt för något substantiellt hot. Utifrån dessa kriterier kategoriserar internationella naturvårdsunionen IUCN arten som livskraftig (LC).